# Лубомбо
Лубомбо (енгл. Lubombo) је најређе насељена покрајина Есватинија. Главни град је Ситеки. Има површину од 5.849,11 km² и популацију од 212.531 становника према попису из 2017. године. 

## Положај
Налази се на истоку државе. На северу и југоистоку се граничи са ЈАР-ом, на истоку са Мозамбиком, на северозападу са покрајином Хохо, са покрајином Манзини на западу, а са покрајином Шиселвени на југу.

## Административна подела
Покрајина Лубомбо је подељена на 11 инкхундли, од којих свака бира свог представника у Скупштини. Инкхундле су подељене на умпхакатсије:
- Двокодвени (Умпхакатси: Ењабулвени, Етједзе, Малиндза, Мампемпени, Мдумезулу, Мхлангатане, Сигцавени)
- Хлане (Умпхакатси: Хлане, Кхупхука, Нтандвени, Сикхупхе)
- Ломахасха (Умпхакатси: Ломахасха, Мафуцула, Схевула, Тсамбокхулу)
- Лубули (Умпхакатси: Лубули, Малома, Нсоко)
- Лугонголвени (Умпхакатси: Ланга, Макхеву, Млиндазве, Ситсатсавени)
- Северни Матсанјени (Умпхакатси: Лукхетсени, Мамбане, Мапхунгване, Тикхуба)
- Мхлуме (Умпхакатси: Мхлуме, Симуние, Табанкулу, Тсханени, Вувулане)
- Мпхолоњени (Умпхакатси: Касхоба, Ндзангу, Нгцина)
- Нкилонго (Умпхакатси: Цроокс, Гамула, Лункуфу, Маиалука, Нгцампалала)
- Сипхофанени (Умпхакатси: Хлутсе, Камкхвели, Мацетјени, Мадлениа, Мапхилинго, Мпхумакудзе, Нцека, Нгевини, Тамбути)
- Ситобела (Умпхакатси: Лухланиени, Мамиза, Нкоњва)